# Vzpomínky na bílé Vánoce
Vzpomínky na bílé Vánoce (v anglickém originále White Christmas Blues) jsou 8. díl 25. řady (celkem 538.) amerického animovaného seriálu Simpsonovi. Scénář napsal Don Payne a díl režíroval Steven Dean Moore. V USA měl premiéru dne 15. prosince 2013 na stanici Fox Broadcasting Company a v Česku byl poprvé vysílán 22. května 2014 na stanici Prima Cool.

## Děj
Zatímco Marge vyčítá Homerovi, že pověsil vánoční výzdobu domu dřív, než sundal tu halloweenskou, znudění Bart a Líza sledují televizní zprávy, v nichž Kent Brockman oznamuje, že kvůli globálnímu oteplování nebude o Vánocích v celé Americe sníh. Zanedlouho však ve Springfieldu začne sněžit; profesor Frink vysvětluje, že kvůli kombinaci radioaktivní páry z jaderné elektrárny a částic v ovzduší z hořících pneumatik ve městě je to jediné místo v Americe, kde sníh leží. Starosta Quimby prohlásí město za turistickou atrakci a obyvatelé se rychle dostanou do sváteční nálady, protože se do Springfieldu sjíždějí turisté z okolních států. 
Marge je ohromena davy lidí v Kwik-E-Martu, a když vidí, kolik peněz turisté utrácejí, začne se cítit jako chudá, protože si nemůže dovolit hojně utrácet za svou rodinu. Když se vrací domů, projede kolem jedna rodina a nabídne jí, že jí zaplatí 300 dolarů za noc, kdyby je u sebe ubytovala. Po troše váhání nabídku přijme. Homer je překvapen, že je v domě cizí rodina, ale Marge mu vysvětlí situaci a přesvědčí ho, aby z domu udělal po dobu prázdnin noclehárnu. S blížícími se Vánocemi přijímají Simpsonovi další hosty, ale Marge začnou jejich neustálé žádosti a stížnosti na nekvalitní služby a aktivity dráždit. Na Štědrý den najde Marge hosty shromážděné v obývacím pokoji a myslí si, že si chtějí stěžovat, ale místo toho ji překvapí zpěvem vánočních koled. 
Líza mezitím kupuje rodině dárky, které mají obdarovaným spíše zlepšit náladu, než aby je obdarovaní mohli využít – například sáček semínek ředkviček pro Homera a knihu pro Barta. Je zděšena, když zjistí, že Bart knihu brzy poté spálí, ale jejich hádka ji přivede k poznání, že její snaha o obdarování byla chybná. Prodá dárek, který jí Bart dal, a koupí mu tablet s předinstalovanými knihami a aplikacemi, které může využívat, a on jí dá nějaké peníze, aby je věnovala na charitu. 

## Kritika
Dennis Perkins, kritik The A.V. Club, díl ohodnotil známkou C: „Zatímco Simpsonovi vždycky vynikali ve vtipech s nápisy a podobných věcech, tento díl je jen směsicí materiálu z nástěnky ve scenáristické místnosti – a to nijak zvlášť inspirativního materiálu. Několik z nich se trefí – bláznivá nelogičnost, která stojí za ‚Vánocemi se zombie s Bingem Crosbym a týmem amerického fotbalu z roku 1932‘, zavání něčím, s čím by možná přišel Conan O'Brien – ale zbytek až příliš často spočívá buď v lenosti, nebo ve výše zmíněných popkulturních odkazech. (Kdyby Simpsonovi už nikdy nezmínili Kardashianku, byl by to krok správným směrem.) Totéž platí pro závěrečné titulky, kde vidíme všechny poznávací značky z jiných států, nad kterými Marge dříve žasla. Stejně jako ve většině letošních Simpsonových je i zde roztroušeno několik slušných vtipů – hádáte, který stát je ‚Dotkni se klackem?‘ – ale jak by řekl každý nerudný stařík, seriálu by prospělo, kdyby se zbavil většiny cizích plků a věnoval se ucelenému ději a slušnému vývoji postav.“
Teresa Lopezová z TV Fanatic udělila epizodě 2,5 hvězdičky z 5: „Vánoční speciály Simpsonových vždy patřily k mým nejoblíbenějším (spolu se Speciálními čarodějnickými díly), ale dnešní epizoda byla zklamáním, nevyrovnaným a (opět!) příliš povědomým dílem.“
Epizoda získala rating 3,5 a sledovalo ji celkem 8,48 milionu lidí, což z ní ten večer udělalo nejsledovanější pořad na Animation Domination.